# Enlinia wirthi
Enlinia wirthi är en tvåvingeart som beskrevs av Robinson 1975. Enlinia wirthi ingår i släktet Enlinia och familjen styltflugor.
Artens utbredningsområde är Panama. Inga underarter finns listade i Catalogue of Life.